# Îngeri și demoni (film)
Îngeri și demoni (în engleză Angels & Demons) este o adaptare cinematografică a romanului scriitorului american Dan Brown cu același nume, care a fost lansată pe 15 mai 2009. Este continuarea filmului Codul lui Da Vinci (2006), o altă adaptare după Brown, deși acțiunea din romanul Îngeri și demoni ia loc înaintea cele din Codul lui Da Vinci. Filmarea a avut loc în Roma și la studiourile Sony Pictures Entertainment din Los Angeles. Tom Hanks a reluat rolul protagonistului Robert Langdon, în timp ce regizorul Ron Howard, producătorul Brian Grazer și senaristul Akiva Goldsman s-au întors, de asemenea.

## Rezumat
Robert Langdon (Tom Hanks) este chemat de către CERN pentru a investiga o victimă a crimei, marcată cu ambigrama Illuminati. Când acesta descoperă evidență a reapariției unei fraternități secrete antice cunoscută ca Illuminati - cea mai puternică organizație ilegală din istorie - el face față unei amenințări mortale către existența celui mai disprețuit inamic a organizației: Biserica Catolică. Când Langdon află că ceasul de pe o bombă cu cronometru a Illuminati ticăie, zboară cu avionul spre Roma, unde își unește forțele cu Vittoria Vetra, o savantă italiană enigmatică și frumoasă. Îmbarcându-se într-o vânătoare non-stop, plină de acțiune prin cripte întunecate, catacombe periculoase, catedrale abandonate și chiar spre cel mai secret cavou din lume, Langdon și Vetra urmăresc un drum vechi de 400 de ani cu simboluri antice, care marchează singura speranță de supraviețuire a Vaticanului.

## Distribuție
- Tom Hanks îl joacă pe Robet Langdon, un profesor de simbologie de la Universitatea Harvard.
- Ayelet Zurer o interpretează pe Vittoria Vetra, un savant de la CERN, a cărui experiment cu antimateria a fost furat de către Illuminati pentru a fi folosit ca și bombă.[8]
- Ewan McGregor îl joacă pe Camerlengo Carlo Ventresca.[8]
- Pierfrancesco Favino îl joacă pe comandantul Olivetti, șeful Gărzii Elvețiene.[9]
- Stellan Skarsgård în rolul lui Richter.
- David Pasquesi ca și Vincenzi.
- Cosimo Fusco interpretează pe Părintele Simeon.
- Armin Mueller-Stahl ca Straus.

## Producție
În 2003, Sony a achiziționat drepturile de autor a „Îngeri și demoni” (2000) împreună cu cele a „Codul lui Da Vinci” (2003), printr-un contract cu autorul Dan Brown. În mai 2006, după lansarea adaptării cinematografice a Codului lui Da Vinci, Sony l-a angajat pe scenarisul Akiva Goldsman, care a scris scenariul pentru filmul Codul lui Da Vinci, să adapteze Îngeri și demoni. Regizorul Ron Howard și-a dorit să trateze această adaptare ca o continuare a precedentei, în loc de a-i pune acțiunea înainte, ca în cazul cărților. El a fost, de asemenea, mai liber în adaptarea poveștii, deoarece romanul respectiv a fost mai puțin popular decât Codul lui Da Vinci. Producătorul Brian Grazer a spus că au fost prea reverenți în cazul primei adaptări, ceea ce a rezultat în a fi „prea lung și teatral”. De data aceasta, „Langdon nu se mai oprește pentru a da un discurs. Când vorbește, este în mișcare”. Howard a afirmat că „este vorba despre modernitate având o coliziune cu antichitate și tehnologie vs. credință, deci aceste teme, aceste idei sunt mult mai active, pe când celălalte [din Codul lui Da Vinci] «trăiau» mai mult în trecut. Tonurile sunt instictiv foarte diferite între cele două povești”. David Koepp a rescris scenariul înainte de începutul filmărilor.
Filmările au fost original programate a începe în februarie 2008 pentru o lansare a filmului în decembrie 2008, dar datorită grevei scenariștilor americani din 2007-2008, producța a fost amânată pentru o lansare pe 15 mai 2009. Filmările au început pe 4 iunie 2008 în Roma sub titlul fals „Obelisc” Producătorii au programat 3 săptămâni de filmări în locații exterioare datorită unei previziuni a grevei actorilor marilor ecrane din 2008 pe 30 iunie. Restul filmului avea să fie făcut într-un studio al Sony Pictures din Los Angeles, California, pentru a permite această oprire. În plus, oficialii de la Biserica Romano-Catolică au considerat „Codul lui Da Vinci” ofensiv, deci regizorii nu au putut filma înăuntru bisericilor Santa Maria del Popolo și Santa Maria della Vittoria. Palatul Caserta și-a dublat prețurile pentru înăuntrul Vaticanului, deci Biblioteca Angelica a fost folosită ca și Librăria Vaticanului. O replică la scală reală a fost de asemenea construit la Sony.

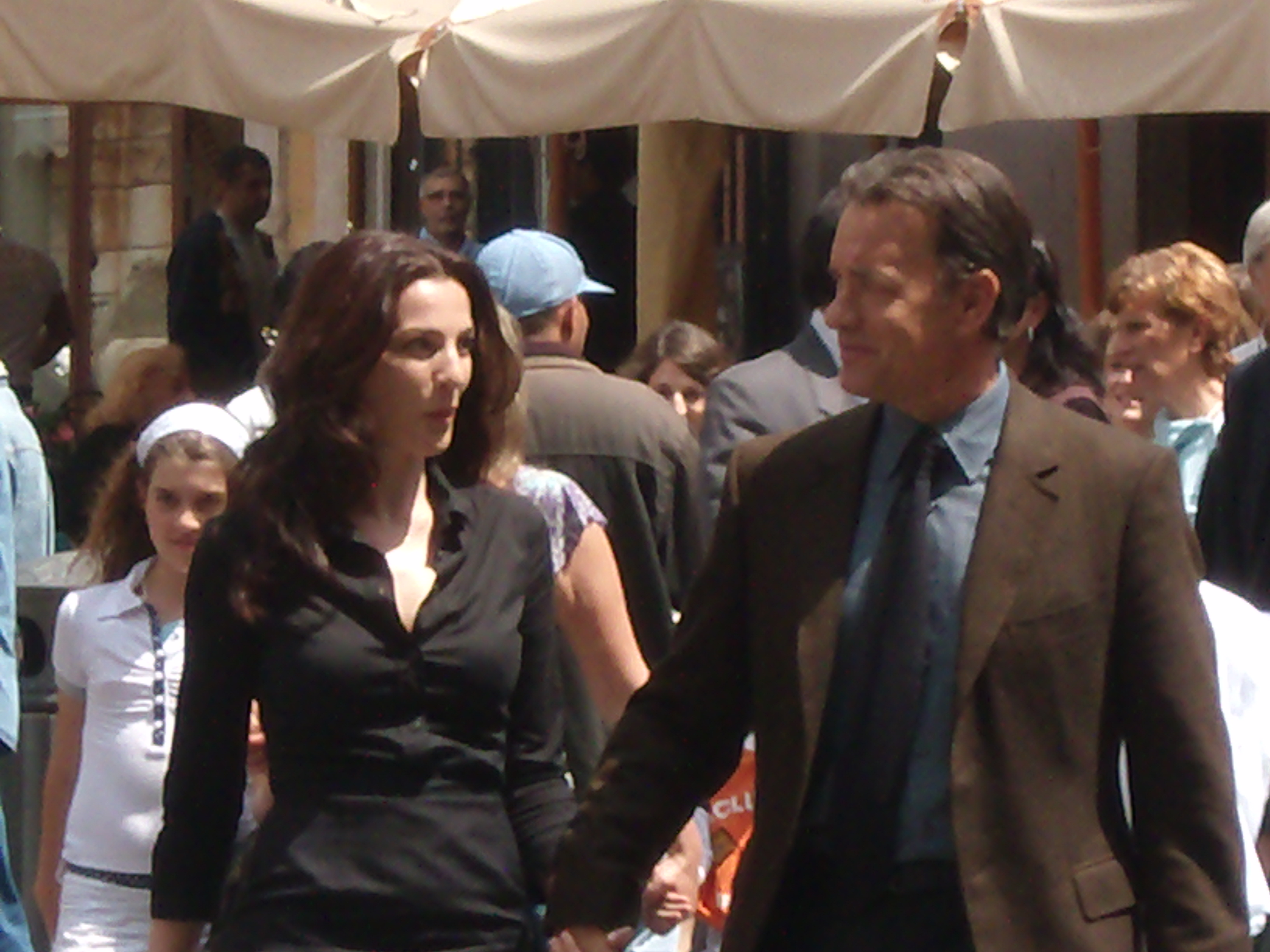
Tom Hanks şi Ayelet Zurer în afara Panteonului

CBS News a intervievat un preot care lucra în Santa Susanna și a spus că Biserica nu voia ca bisericile ei să fie asociate cu scene de crimă. Un ghid turistic a afirmat că preoții nu obiectează totuși la faptul că turiștii care vizitează din interes după ce au citit cartea, un trend care va continua după ce oamenii vor vedea filmul. „Cred că ei realizează că este, știi, o operă de ficțiune care aduce oamenii în bisericile lor”. Grazer consideră ciudat faptul că deși Codul lui Da Vinci a fost un roman mai controversat, au avut mai multă libertate în filmarea adaptării acestuia în Londra sau Franța. Autoritățile italiene speră ca producătorii filmului să corecteze erorile locațiilor din roman, pentru a putea limita explicațiile pe care aceștia ar trebui să le dea turiștilor confuzi.
A doua unitate a făcut fotografii a Large Hadron Collider, pentru efecte vizuale a facilității. Compania Moving Picture a combinat aceste poze cu materiale a actorilor filmate în studioul din Los Angeles. Ron Howaed s-a întâlnit cu CERN pentru a face filmul mai corect științific. Filmările au mai avut loc și la Universitatea din California în iulie 2008.
Filmul și-a avut premiera mondială pe 15 mai 2009, deși în multe țări data a fost 14 mai, iar în Egipt și Belgia pe 13 mai 2009.